# 等電位化
等電位化（とうでんいか）とは、電位を等しくすることであるが、ここでは主に雷の影響により発生する過渡的な異常高電圧、すなわち「雷大波電圧」（雷サージ電圧）、その結果流れる過渡的な異常大電流「雷大波電流」（雷サージ電流）から電気設備などを保護するための接地について述べる。「等電位接地」、「連接接地」、「統合接地」あるいは「一点接地」といった呼称があるが、意味するところはほぼ同じである。

## 概要
落雷（対地放電または逆極性の対雲放電）であれば、雷雲と大地との間に形成されている、いわゆる放電回路の一部、すなわち、落雷地点のインピーダンスにより、落雷地点の電位が上昇、近傍の不均一なインピーダンスに従って落雷地点から各方向に、雷の電気エネルギーが減衰（熱変換）されるまで、瞬間的または断続的に、不均一な減衰振動電流を生じる。この回路中に架設（架空）された電線などがあり、ここに落雷を受けると、電線にはそのインピーダンスに従った電流が生じる。また建築物などの避雷針に落雷した場合などでは、落雷電流の一部がその接地を経由して建築物内などの電気機器などに回り込むことがある。これらをまとめて「直撃雷サージ」という。
稲妻は放電であるため、稲妻により形成される電磁界により、架設された電線などには電磁誘導により電流が生じる。また、雷雲同士で放電（雲放電・雲間放電）を生じた場合、たとえ落雷に至らなくとも、雷雲とその直下の大地との間に蓄積されていた電荷量が変わり、雷雲と大地の間にある架設された電線などに「拘束」されていた電荷が電線を流れる。さらに樹木や地面に落雷した場合などでは、猛烈な電磁界により、その近傍の電線などに電流を生じる。これらをまとめて「誘導雷サージ」という。
しかし、いかに落雷地点などの電位が上昇しても、電位差がなければ雷サージ電流は生じず、電気設備などを損傷することはない。そこで、全ての電気設備などの接地を共通として、接地での電位差を無くし、これらの雷サージ電流を生じさせないようにするのが等電位化である。
雷対策のための等電位化は建築物などの全体、すなわち接地幹線に適用するものとなるが、原理的には、電位を等しくすることにより電流を生じさせないようにするものであるため、医用接地などでは以前から基準が定められていた。建築物などの全体ではなく一部の機器や設備に適用することから、これを「局部等電位化」または「局部同電位化」といった呼び方で分けることもある。なお，接地とは、機器の筐体，電線路の中性点，電子機器の基準電位配線などを電気伝導体で基準電位点に接続することまたはその基準電位点そのものを指し、必ずしも大地と接続するものではないことから、広義には、基準電位点を一つとすることも等電位化と解釈する。

## 具体的な実施
日本では従来、電気設備などの接地は、電力、通信など、それぞれの法令などで別々に規定され、それぞれ個別に接地がとられていたのであるが、これが災いして、特に建築物などの避雷針に落雷した場合などでは、近傍の各接地で電位差が生じ、避雷針接地からの雷サージ電流が各接地を経由して電気設備などに侵入、これを損傷する結果となっていた。
等電位化はもともと雷対策のために生まれたものではなく、国防上重要な通信施設を核爆発により生じる電磁パルス (EMP) から保護するために、東西冷戦時代、各国で国家戦略として研究されたものの結果である。はじめに問題となったのは1954年に米国がビキニ環礁で行った水爆実験で、ハワイの電力設備に障害が発生したことであった。現在、国際標準化されているものは、スイスをはじめとする3国が最初に国際電気通信連合 (ITU) に提案したものがベースとなっている。日本は提案することはなかった。
日本では標準化の前、主に民間放送局などが、欧米で次々に定められる基準とその成果を自主的に取り入れ、個別に実施していた。管轄違いの基準が障害となり、欧米に遅れること約20年、2003年以降、日本工業規格 (JIS) により、ようやく標準化された。2010年現在では、JIS A 4201・JIS Z 9290-4などに規定されている。
雷サージは電力、通信線のみならず、金属製の水道管やガス管などでも問題であり、これらを伝って建築物などに侵入、放電などによる火災を生じさせることもある。 
そこで具体的に、建築物などに引き込まれる金属製部材、建築物などの金属製構造部材などを全て接続し、大地に接続する。これにより、原理的には金属部分に発生したり、伝わってきたサージはすべて大地に流れ、金属製部材などを大地と同電位にすることができる。国際電気標準会議 (IEC) ではこれを「等電位ボンディング」という。なお電力、通信線などは大地と直結することができないため、通常、避雷器を用いて接続する。
建築物などの避雷針に落雷した場合などでは、大地との接地インピーダンス（接地抵抗）値が数Ωであっても、落雷点より十分に離れた大地との間の電位差は、場合によっては100万V以上にも達し、例えば大地と絶縁されて十分に離れた場所から建築物などに引き込まれている電力、通信線などには、大地から避雷器を経由して大きな雷サージ電流が流れる（逆流する）。電力、通信線およびその系統、また，これらに接続される避雷器のサージ耐力には限界があるので、大地との接地抵抗値を十分に低く（0Ωに限りなく近く）し、落雷を受けても大きな電位差を生じさせないようにする必要がある。
このためどうしても十分に低い接地抵抗値が得られないような場合では、避雷針接地系とそれ以外の接地系の2系統に分けて高絶縁し、避雷針接地極を地中深くに設け、大地表面に現れる電位差を小さくし、もう一方の接地系統への影響をできるだけ小さくするといった方法もとられる。